# فرانک مونتگومری (کارگردان)
فرانک مونتگومری (انگلیسی: Frank Montgomery; ۱۴ ژوئن ۱۸۷۰ – ۱۸ ژوئیهٔ ۱۹۴۴) کارگردان فیلم و هنرپیشه سینمای صامت اهل ایالات متحده آمریکا بود.
از فیلم‌ها یا برنامه‌های تلویزیونی که وی در آن نقش داشته‌است می‌توان به آلومای دریاهای جنوب اشاره کرد.